# تانغرمونده
تانغرمونده (بالألمانية: Tangermünde) هي بلدة ألمانية تقع في ألمانيا في ساكسونيا أنهالت. يقدر عدد سكانها بـ 11,100 نسمة .

## المدن التوأمة
مدن ليش (هسن)، مندن وويسيمبورغ هي مدن توأمة لـتانغرمونده.

## أعلام
- فريدرش الثاني
- كونراد ماير
- ألبرشت آخيل
- والتر ماير